# دامین مکروری
دامین مکروری (انگلیسی: Damien McCrory؛ زادهٔ ۲۳ فوریهٔ ۱۹۹۰) بازیکن فوتبال اهل جمهوری ایرلند است.
از باشگاه‌هایی که در آن بازی کرده است می‌توان به باشگاه فوتبال گریمزبی تاون، باشگاه فوتبال داگنم و ردبریج، باشگاه فوتبال پلیموث آرگیل، باشگاه فوتبال برتون آلبیون، و باشگاه فوتبال پورت ویل اشاره کرد.